# Kapitalet
Kapitalet. Kritik av den politiska ekonomin, tysk titel Das Kapital. Kritik der politischen Ökonomie, var Karl Marx viktigaste ekonomikritiska verk. Det första bandet utkom 1867 och dedicerades till Wilhelm Wolff och senare (ofullständiga delar) redigerades och publicerades efter Marx död av Friedrich Engels. UNESCO bedömde 2013 att Marx personliga kopior av Kapitalet, Kritik av den politiska ekonomin tillsammans med Det kommunistiska partiets manifest är av världsarvsstatus.

## OmMarxprojekt i huvuddrag
Karl Marx försökte att frigöra socialismen/kommunismen från moraliska och ideologiska trosläror för vilka den utopiska socialismen stod, Marx sökte i stället att grunda folkets kamp i den i existerande materiella samhällsförhållanden, vad Friedrich Engels kallade vetenskaplig socialism.
De existerande kapitalistiska förhållandena var mycket komplexa och krävde enligt Marx en alldeles särskild analys. Marx inledde sitt arbete med en kritisk genomläsning av hela den klassiska politiska ekonomin (Smith, Ricardo m.fl.) från vilken han tog över en lång rad begrepp men gav nya betydelser. Marx verk var dock inte en ny politisk ekonomi utan, som verkets undertitel tydligt vittnar om, en kritik av ekonomins mest grundläggande naturaliserade kategorier som sådana. Han syftade aldrig till att föreslå någon särskild ekonomisk politik som till exempel frihandel eller protektionism utan istället påvisa det kapitalistiska produktionssättets rörelselag, dess inneboende motsättningar och dess historiskt övergående natur.

## Metodologi
Det här stycket är ett utdrag ur artikeln: Karl Marx
I inledningen till Grundrisse (Grunddragen av den politiska ekonomin) redogör Marx för sin forskningsmetod.[källa behövs]
Kapitalets främsta objekt är den materiella (re)produktionen. Produktion sker alltid på ett bestämt stadium av samhällets utveckling. Marx menar att det är väsentligt att skilja det som är transhistoriskt med det som är giltigt bara under vissa historiska epoker. Exempelvis hur kapitalism visserligen samhälleligt naturaliseras, men ändock är långt ifrån ett evigt tillstånd, utan ett produktionssätt i den långa serie vilken har existerat historiskt.
Marx poängterar att han i forskningsprocessen utgår från den konkreta, sammansatta och kaotiska verkligheten. Ur den abstraherar han fram alltmer enkla och grundläggande begrepp. I framställningen av kapitalet går han motsatt väg och börjar med de mest abstrakta begreppen (vara), för att successivt bygga på dem med fler bestämningar. I slutänden kommer Marx fram till en beskrivning av den konkreta verkligheten, men den är nu inte längre kaotisk utan utgör ett anspråk på en totalitet av bestämningar och relationer.

## Om böckerna I–III(IV)
Marx själv hann endast ge ut det första bandet av Kapitalet (”Kapitalets produktionsprocess”). Bok II (”Kapitalets cirkulationsprocess”) och III (”Den kapitalistiska produktionens totalprocess”) gavs ut efter hans död av Friedrich Engels. Efter att även Engels hade dött utredigerade Karl Kautsky det som Marx under titeln ”Till teorins historia” hade planerat som Kapitalets fjärde bok. (Det finns till exempel referenser till ”den fjärde boken” i delarna I–III.) Kautsky ville emellertid aldrig erkänna detta omfattande verk som en logisk del av Kapitalet och gav istället ut det separat under namnet ”Teorier om mervärdet”.

### Marx Engels Werke (MEW)
- Werke (1. Aufl). Berlin: Dietz

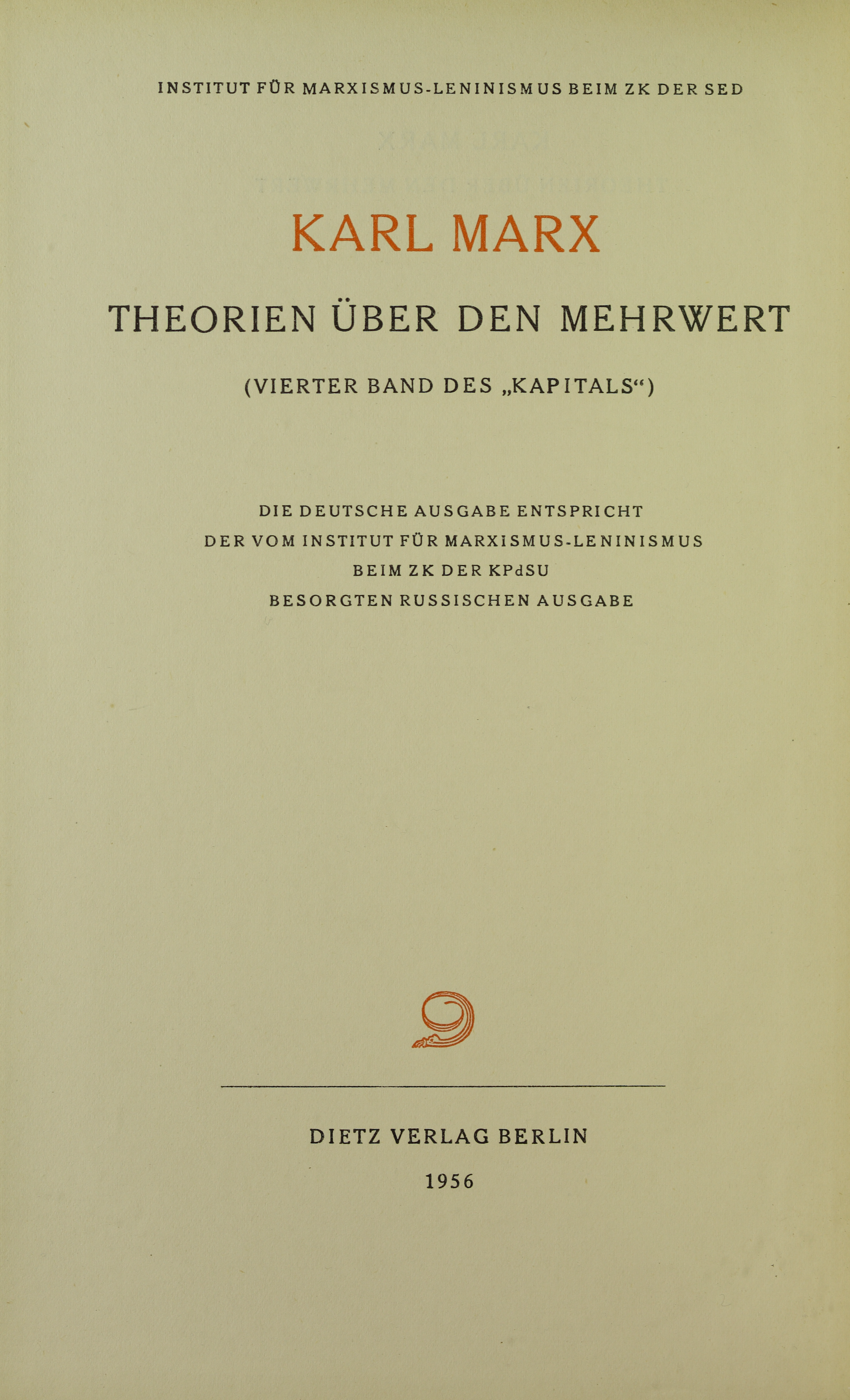
Karl Marx, Theorien über den Mehrwert, 1956

  -  Bd 23, Das Kapital : Kritik der politischen Ökonomie, Buch 1, Der Produktionsprozess des Kapitals (1. Aufl.). Berlin: Dietz. 1962. Libris 8077546. http://www.mlwerke.de/me/me23/me23_000.htm
  -  Bd 24, Das Kapital : Kritik der politischen Ökonomie, Buch 2, Der Zirkulationsprozess des Kapitals (1. Aufl.). Berlin: Dietz. 1963. Libris 8077486. http://www.mlwerke.de/me/me24/me24_000.htm
  -  Bd 25, Das Kapital : Kritik der politischen Ökonomie, Buch 3, Der Gesamtprozess der kapitalistischen Produktion (1. Aufl.). Berlin: Dietz. 1964. Libris 8077495. http://www.mlwerke.de/me/me25/me25_000.htm
  -  Bd 26, Theorien über den Mehrwert : (vierterBand des Kapitals), T. 1, Erstes bis siebentes Kapitel und Beilagen (1. Aufl.). Berlin. 1965. Libris 8077540. http://www.marxists.org/deutsch/archiv/marx-engels/1863/tumw/standard/index.htm

### Marx-Engels Gesamtausgabe (MEGA)
- Gesamtausgabe: (MEGA). Berlin: Dietz. 1975-. Libris 112851. ISBN 3-320-00050-0 - Ett flertal band.

### Marx/Engels Collected Works (MECW)
- Vol. 35, Karl Marx: Capital, vol. 1. London: Lawrence & Wishart. 1996. Libris 8419601. ISBN 0-85315-852-5. http://www.marxists.org/archive/marx/works/1867-c1/index.htm
- Vol. 36, Karl Marx: Capital, vol. 2. London: Lawrence & Wishart. 1997. Libris 11292819. ISBN 0-85315-457-0. http://www.marxists.org/archive/marx/works/1885-c2/index.htm
- Vol. 37, Karl Marx: Capital, Vol. 3. London: Lawrence & Wishart. 1998. Libris 8428247. ISBN 0-85315-458-9. http://www.marxists.org/archive/marx/works/1894-c3/index.htm
- Theories of surplus value. London: Lawrence & Wishhart. 1963-. Libris 2723524. http://www.marxists.org/archive/marx/works/1863/theories-surplus-value/index.htm

### Svenska översättningar

#### Rickard Sandler
Redan 1912 fick den socialdemokratiske politikern och sedermera statsministern Richard Sandler uppdraget att översätta Kapitalet, som skulle ges ut på Tidens förlag. "Den röde bankiren" Olof Aschberg donerade 6000 kronor till projektet. Men olika politiska uppdrag gjorde att Sandler fick skjuta upp utgivandet ända till 1930-1933. Då utkom Kapitalet för första gången i svensk översättning. Sandler utgick från Engels fjärde tyska utgåva, men även från Karl Kautskys folkutgåva och den franska översättningen. Han hade inte tid att slutgiltigt gå igenom verket och göra det mera pregnant och enhetligt och han beklagade själv att översättningen blivit mera tysk-svensk än svensk.
- Kapitalet: kritik av den politiska ekonomin. Stockholm: Tiden. 1930-1933. Libris 1348800 - 3 volymer.

#### Ivan och Ruth Bohman
Den nu vanligast förekommande översättningen är gjord av Ivan och Ruth Bohman samt Bo Gustafsson och utkom på Bo Cavefors bokförlag 1969-1973 samt i senare upplagor. Den sjätte upplagan utgavs 2013 på Arkiv förlag med ny inledning av Mats Lindberg (tidigare Dahlkvist), som utgör en vidareutveckling av resonemangen i hans doktorsavhandling och studiehandledning Att studera Kapitalet (ny utgåva 2013). Arkiv förlag har även publicerat Cavefors upplaga med ett antal rättelser i slutet av boken, eftersom de inte äger rättigheterna till översättningen.
Makarna Bohman hade ambitionen att lätta upp Marx "massiva tyska", men kritiker menar att de istället gjorde våld på Marx goda stilistiska förmåga, som förvandlades till en tung och massiv svenska. Översättningen innehåller även en rad felaktigheter och senare upplagor innehåller en längre korrekturlista.
- Kapitalet: kritik av den politiska ekonomin. Lund: A-Z. 1969-. Libris 13522 - Översättning av Ivan Bohman, Ruth Bohman, Bo Gustafsson och Arno Seyler.
  -  Bok 1, Kapitalets produktionsprocess. 1969. Libris 13523. http://www.marxists.org/svenska/marx/1867/23-d100.htm
  -  Bok 2, Kapitalets cirkulationsprocess. 1971. Libris 13525. ISBN 91-504-0053-3. http://marxists.org/svenska/marx/1885/24-d200.htm
  -  Bok 3, Den politiska ekonomins totalprocess. 1973. Libris 13526. ISBN 91-504-0054-1. http://www.marxists.org/svenska/marx/1894/25-d300.htm
- Ekonomiska skrifter: skrifter i urval. Staffanstorp: Cavefors. 1975. Libris 7401804. ISBN 91-504-0293-5. http://www.marxists.org/svenska/marx/1863/26-d007.htm - Innehåller delar av Teorier om mervärdet i översättning av Arno Seyler.

#### John och Jonte Takman samt Jonas Enander
John Takman (1912–1998) var missnöjd med Bohmans översättning och arbetade tillsammans med sonen Jonte på vad som inledningsvis skulle bli en nyutgåva av Sandlers översättning. De tänkte sig endast att modernisera språket, men insåg snart att en helt ny översättning, baserad på originaltexter och föreliggande engelska och franska översättningar, var nödvändig. Vid John Takmans död 1998 var större delen av översättningen klar, men i behov av en redaktionell genomgång. Under åren 2006-2013 redigerades verket av Jonte Takman och Jonas Enander och det förelåg i tryckfärdigt manuskript 2014.